# Weiße Hotot

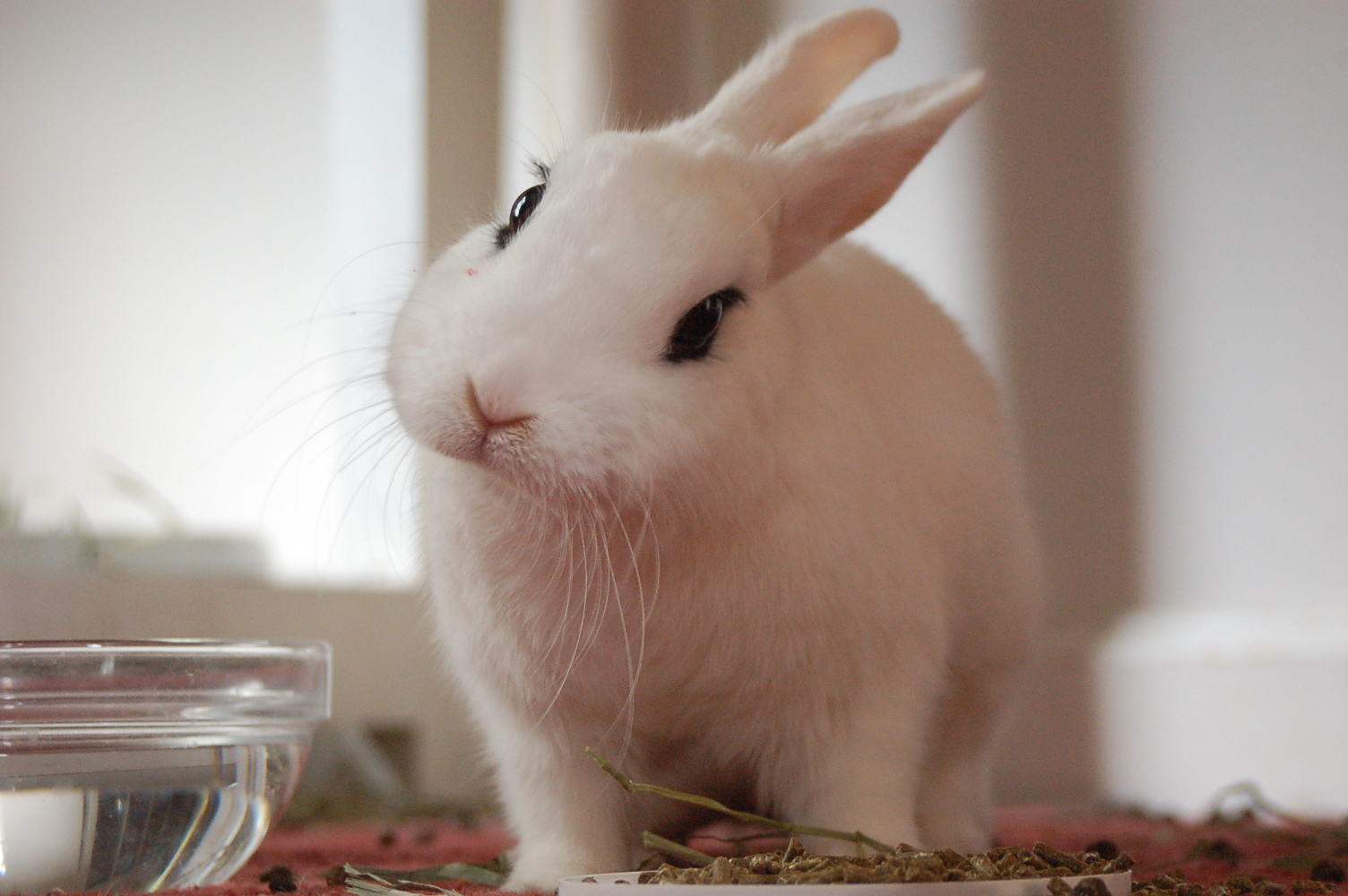
Hototkaninchen

Das Weiße Hotot oder Hototkaninchen ist eine mittelgroße Kaninchenrasse von 4 bis 5 kg Gewicht.

## Aussehen und Besonderheiten der Hototkaninchen
Hotot sind fast reinweiß, lediglich ein 3 – 5 mm breiter Ring um die Augen ist schwarz gefärbt. Die Augenfarbe der Rasse ist braun. Interessanterweise ist es so, dass dieser schmale schwarze Augenring die eigentliche Grundfarbe des Kaninchens ist. Die weiße Farbe hingegen, stellt eine zusammengeflossene Scheckung dar. Zustande kommt diese Zeichnung durch Kombination der Punkt- und Plattenscheckung (Genetik des Hauskaninchens) Die Hotot sind bezüglich der Punktscheckung spalterbig, im Gegensatz zu den Punktscheckenrassen ist ihre Nachkommenschaft jedoch meist standardgerecht gezeichnet. Hotot gelten als sehr fruchtbare und frohwüchsige Rasse. Ihre Erbformel kann mit 
ABCDg K s1s2../ABCDg k s1s2 (deutsche Symbolik)
aBCDE en dud/ aBCDE En duw (englische Symbolik)
angegeben werden. Der Name der Rasse ist abgeleitet vom Wohnort der Herauszüchterin.

## Geschichte der Rasse

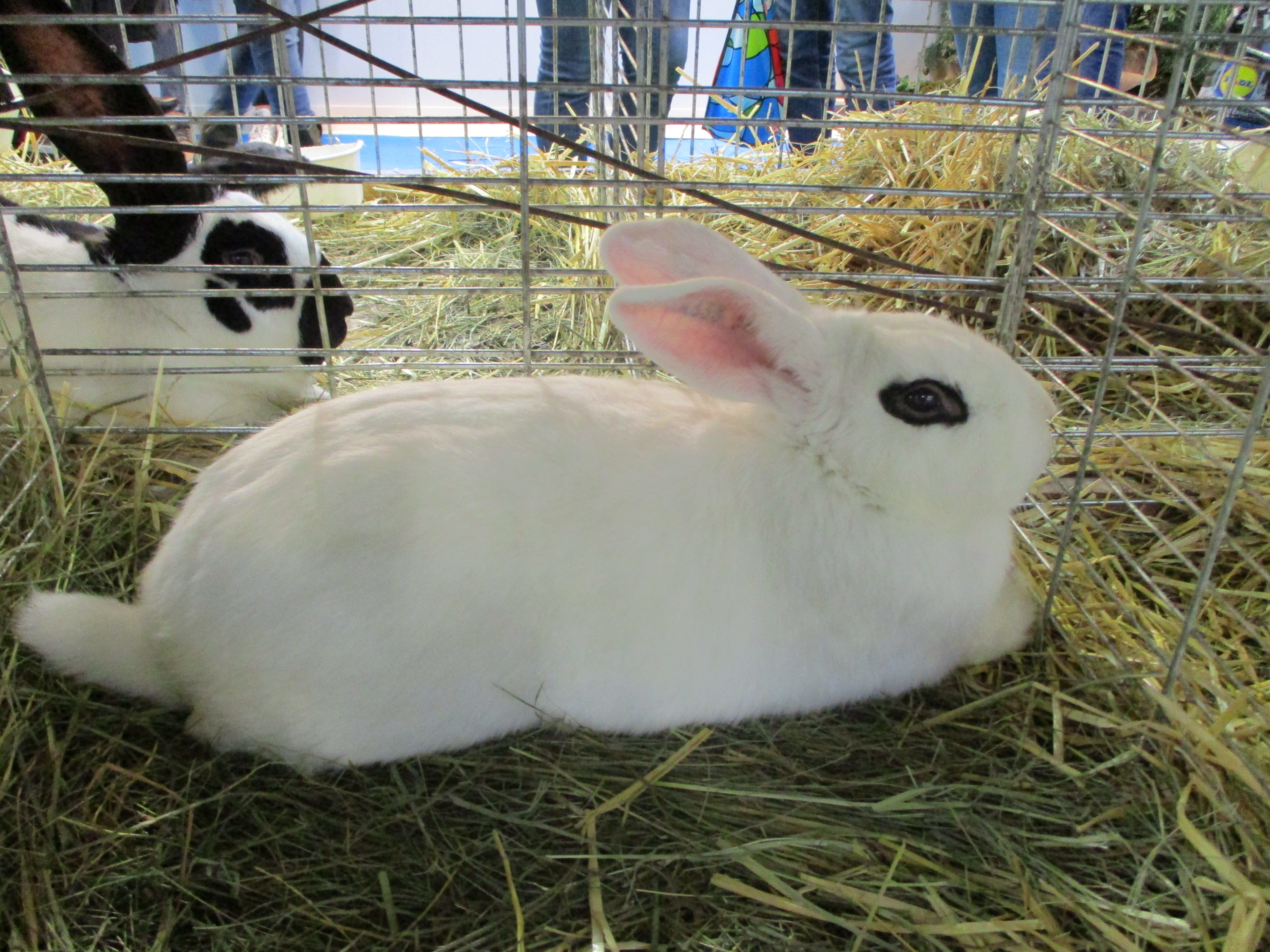
Weiße Hotot

Die Rasse wurde durch Selektion aus schwach gezeichneten französischen Scheckenkaninchen entwickelt. Hototkaninchen wurden erstmals 1912 von der Herauszüchterin Eugénie Bernard aus Hotot-en-Auge in Nordfrankreich in auf einer Ausstellung gezeigt und 1922 in Frankreich als Rasse anerkannt. Von Frankreich aus gelangte die Rasse 1927 in die Schweiz, wo die sich rasch verbreitete. 1930 importierte Joppich das Hototkaninchen aus der Schweiz nach Deutschland, wobei es bis nach dem Zweiten Weltkrieg nur wenig verbreitet war. Da sich die Zuchtbestände fast ausschließlich in der DDR befanden, erfolgte 1959 ein erneuter Import durch Kissner in Darmstadt, der ebenfalls Tiere aus der Schweiz bezog. 1961 wurde das Hototkaninchen in den deutschen Standard aufgenommen.

## Ähnliche Rassen
Die Hototzeichnung tritt auch als Farbenschlag bei den Farbenzwergen auf.
Gleichzeitig mit den Hotot entstand kurz vor dem Ersten Weltkrieg in Deutschland eine ähnliche, durch Verdrängungszucht aus Schecken hervorgegangene Rasse, das Husumer Blauauge des Züchters Hermann Ziemer aus Arnstadt, der die Rasse nach seinem früheren Wohnort Husum benannte. Da Ziemer seine Zucht im Ersten Weltkrieg aufgeben musste, ist das Husumer Blauauge wieder ausgestorben.

## Kaninchenrasse des Jahres 2007
Bei der 2007 vom Zentralverband Deutscher Rasse-Kaninchenzüchter erstmals veranstalteten Wahl einer „Kaninchenrasse des Jahres“ wurde das Hototkaninchen zur Rasse des Jahres gewählt.